# イクツヒコネ
イクツヒコネ（活津日子根、活津彦根）は、日本神話の神である。

## 概要
『古事記』では活津日子根命、『日本書紀』では活津彦根命と記される。
誓約によって生まれた五男三女の男神で、天照大神が左手に巻いていた玉から生まれたとされる。
出口延経の死後、外宮神官の桑原弘雄、弘世父子によって整理、1733年に完成し、『延喜式神名帳』記載神社の考証を行った『神名帳考証』によると、忍坂と住吉にある生根神社の祭神（現在は少彦名命等）とされる。
生國魂神社の祭神とも同神とされる。他に天田郡生野神社、養父郡伊久刀神社等の祭神。
滋賀県にある彦根の地名はこの神の名に起こるという説もある。

## 祀る神社
- 彦根神社（滋賀県彦根市）
- 活津彦根神社（滋賀県近江八幡市安土町）
- 四王子神社（徳島県徳島市八万町）